# Міжнародний орден Святого Станіслава
Міжнародний орден Свято́го Станісла́ва (пол. Order Świętego Stanisława) — міжнародний орден та одноіменна приватна відзнака, а також міжнародна організація національних асоціацій його кавалерів.

## Історія
9 червня 1979 року «польський уряд» на еміграції (що не визнавався більшістю польської еміграції, а також не був визнаний в самій Польщі після 1989 року), видав указ про заснування Ордена Святого Станіслава.
1990 року цей орден отримав статус громадського, яким може бути нагороджена будь-яка людина.

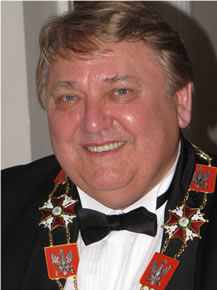
Вальдемар Вільк, один із багатьох «Великих магістрів» Ордена Святого Станіслава

В Україні в травні 1999 року було офіційно зареєстровано українське відділення Ордена Святого Станіслава. У травні 2004 року Асамблея Великих Пріорів «Ордена святого Станіслава» провела реорганізацію Ордена. Відтоді Міжнародний орден святого Станіслава є міжнародною спілкою національних асоціацій його Кавалерів. Його українське відділення перейменували в Асоціацію кавалерів ордена Святого Станіслава. Засновник ордена в Україні — уродженець міста Феодосія Великий Пріор Павло В'ялов, який помер у січні 2021 року.

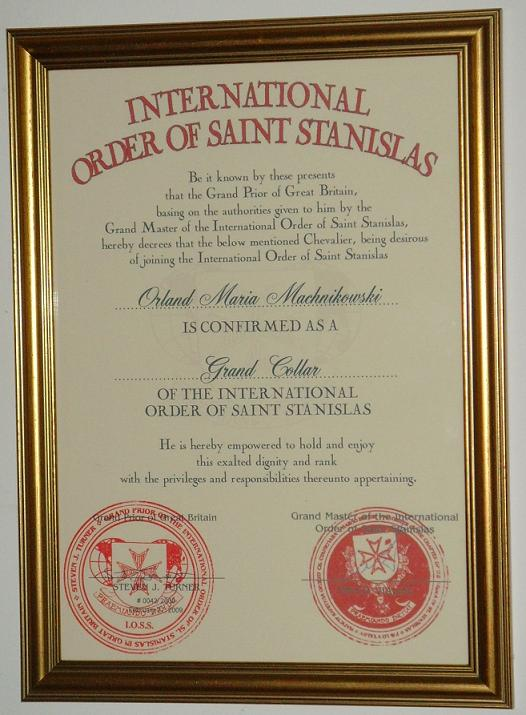
Сертифікат міжнародного ордена Святого Станіслава

Декларативна мета ордена — благодійність, підтримка інвалідів та малозабезпечених сімей. Його члени, — впливові українські політики — члени парламенту, міністри, діячі культури (переважно періоду до 2014 року).

## Репутація
Орден має дуже неоднозначну і скандальну репутацію. У 2003 році його звинуватили в зв'язках з масонством. Екс-спікер Верховної Ради України Олександр Мороз з трибуни Верховної Ради заявив, що близько 30 вищих керівників держави входять до масонської ложі — «Ордена Святого Станіслава»:
|                                         | Ми маємо інформацію про членство в цьому ордені посадових осіб, починаючи від керівників СБУ, міністра оборони і Генерального прокурора, |
| — говорив тоді Олександр Олександрович. | |

Пізніше таку думку підтримав український громадський діяч та радянський дисидент Левко Лук'яненко. Однак керівництво ордена всіляко заперечує ці звинувачення:
|  | Орден є закритим елітарним клубом, кавалерами якого стають в основному впливові і відомі громадські діячі. Списки членів ордена залишаються відкритими для всіх |

Про обряд посвячення в кавалери ордена розповіла кавалерственна дама ордену Святого Станіслава IV ступеня, актриса і телеведуча Ольга Сумська:
|  | Проходить обряд в таємничій атмосфері. Найчастіше для такої важливої події вибирають церкви: Андріївську, Іллінську або Казанської ікони Божої Матері. Претендентів на нагороду викликають по черзі. Його Високоповажність великий пріор ордена Святого Станіслава в Україні Павло В'ялов в мантії і з мечем в руці вимовляє: «В ім'я Господа нашого Ісуса Христа». Він, немов королева Великої Британії, торкається краєчком леза плечей і проголошує чоловіка лицарем, надягає на нього багрову мантію і стрічку з відмітним знаком. Це таїнство дійсно нагадує масонські посвяти. |

Акордеоніст і екс-депутат Верховної Ради Ян Табачник стверджував, що в той час, коли він отримував цей орден, це була дуже модна нагорода:
|  | Тоді була хвиля благодійності, і, мабуть, я потрапив в списки тих, кого вирішили нагородити. Але я не робив це заради ордена, не потрібні мені всі ці нагороди. Я вас благаю! Орден Святого Станіслава має свою історію, він дуже древній, дворянський. Але я скептично сприймаю все це: ну які ми зараз дворяни, які князі?! Я сміюся над цим. |